# Странджа

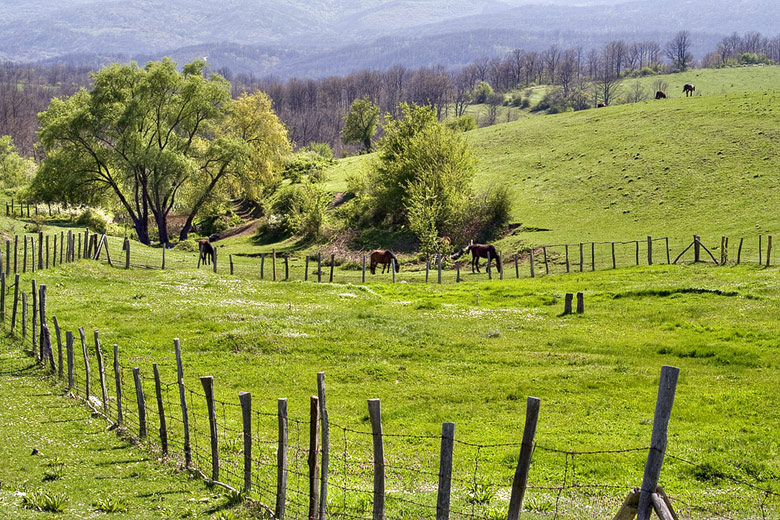
Ландшафт болгарской части Странджи

Иилдыз (Йылдыз, тур. Yıldız Dağları [jɯɫdɯz] — «Звезда»), также Истранджа (тур. Istranca Dağları [istɾand͡ʒa]), Странджа (болг. Странджа [ˈstrand͡ʒɐ], греч. Στράντζα) — горы в Турции и Болгарии. Расположены в Восточной Фракии.
Площадь горного массива около 10 000 квадратных километров. Наивысшая точка — гора Махья (тур. Mahya Dağ, болг. Голяма Махиада) высотой 1031 м над уровнем моря, находится на территории Турции. Наивысшая точка Странджи в Болгарии — гора Голямо градиште (710 м).
На территории гор Странджа расположен крупнейший (116 136 гектаров) национальный парк Болгарии с одноимённым названием.